# Machiasport
La ville américaine de Machiasport est située dans le comté de Washington, dans l’État du Maine. Lors du recensement de 2010, sa population s’élevait à 1 119 habitants.

## Source
- (en) Cet article est partiellement ou en totalité issu de l’article de Wikipédia en anglais intitulé « Machiasport, Maine » (voir la liste des auteurs).